# Luis de Hoyos Sainz
Luis de Hoyos Sainz (Madrid, 21 de juny de 1868 - 4 de desembre de 1951) va ser un antropòleg i geògraf espanyol, introductor a Espanya de les modernes tècniques i metodologies europees en el camp de la biologia dels grups sanguinis, la genètica i la psicologia experimental. Va propugnar la integració en una sola disciplina dels coneixements de fisiologia, sociologia i cultura tradicional de l'home.

## Biografia
Va néixer a Madrid de descendència campurriana Va passar la major de la seva vida a la capital espanyola, encara que sempre va mantenir una estreta relació amb la terra dels seus ancestres, a la qual va dedicar bona part de les seves recerques: 
| « | […] la terra de Reinosa i les seves muntanyes, on van viure i van descansar totes les generacions dels meus avantpassats, fins a la que en 1352 apareix inscrita en el Becerro de las Behetrías. | » |

Llicenciat en ciències i en dret per la Universitat Central de Madrid. D'inquietuds reformistes, ocasionalment va exercir l'activisme polític, arribant a militar durant uns anys en el Partit Republicà Reformista. Va col·laborar amb l'antropòleg Manuel Antón Ferrandiz, qui va influir notablement en la seva concepció cientifista.
Becari del Museu d'Història Natural i l'Escola d'Antropologia de París, on es va adaptar a l'estudi modern de l'antropologia, al mateix temps que va treballar al costat de Telesforo de Aranzadi amb qui treballà en estudis com les "Lecciones de antropología" i l'"Etnografía: sus bases, métodos y aplicaciones a España (1917)".
Després d'ampliar la seva formació a París i Berlín, va crear el seminari de "Folklore i Arts Populars" de l'Escola Normal del Magisteri, que va formar als més importants etnòlegs espanyols de l'època.
Va ser director fundacional del Museu del Poble Espanyol el 1934, i president de la Secció de Ciències de l'Ateneo de Madrid i de la Societat Espanyola d'Antropologia, Etnografia i Prehistòria. Escollit acadèmic de la Reial Acadèmia de Ciències Exactes, Físiques i Naturals el 1933, no en va prendre possessió fins al 1943 amb el discurs Raciología prehistórica hispana.
Es va jubilar en començar la Guerra Civil Espanyola, que va esclatar estant a Santander, i d'on va haver de fugir a França per estar la seva família i ell mateix amenaçats pels milicians republicans, malgrat les seves tendències progressistes i el seu republicanisme. Acabada la contesa, va seguir investigant en col·laboració amb les més prestigioses institucions de l'antropologia espanyoles, fins que li va arribar la mort.

## Obra
Vva ser un investigador molt prolífic, autor d'una gran quantitat d'assajos, articles científics i periodístics i de ponències relacionades amb l'antropologia, l'etnografia, la geografia i la sociologia espanyola. Entre la seva dilatada obra, cal destacar:
- Lecciones de antropología ajustadas al programa y explicaciones del profesor de la asignatura Don Manuel Antón. Aranzadi Unamuno, Telesforo de. Hoyos Sainz, Luis de. Madrid. Imprenta y Litografía de los Huérfanos, 1893.
- El nudo cántabro-ibérico y el Pico de Tres Mares (Santander). Hoyos Sainz, Luis de. Madrid, Huelves y Compañía, 1929.
- Unidades y constantes de la crania hispánica. Aranzadi - Hoyos Sainz. Madrid, E. Arias 1911.
- Etnografía: Sus bases, sus métodos y aplicaciones a España, II. Hoyos Sainz, Luis de. Madrid, Biblioteca Corona, 1917
- Un avance a la antropología de España. Hoyos Sainz - Aranzadi. Madrid, Fortanet, 1892.
- El índice de robustez de los escolares en España. Hoyos Sainz, Luis de. Cádiz, Asociación Española para el Progreso de las Ciencias, 1928.
- Calificación higiénica de las Escuelas Nacionales de Madrid. Hoyos Sainz, Luis de. Madrid, Asociación Española para el Progreso de las Ciencias, 1928.
- Elementos de derecho usual. Hoyos Sainz, Luis de. Madrid. Imprenta y Litografía de los Huérfanos, 1894.
- Técnica antropológica. Hoyos Sainz, Luis de. Madrid. Imprenta y Litografía de los Huérfanos, 1893.
- Por la España agrícola. Articles publicats el 1918 al diari El Sol.
- Raciología prehistórica española. Discurs d'ingrés en la Real Academia de Ciencias Exactas, Físicas y Naturales, 1943.
- Distribución geográfica de los grupos sanguíneos en España. Hoyos Sainz, Luis de. Madrid, CSIC 1947.
- La densidad de población y el acrecentamiento en España. Hoyos Sainz, Luis de. Madrid, Instituto Juan Sebastián Elcano, 1953.